# 禮盒 (消費形式)
礼盒是一种新型消费形式，包含推荐手册和消费券的套装。

## 礼盒
礼盒是一种新兴消费方式。一般以推荐手册和消费券为套装，每年更新手册，让消费者购买并赠送给他人。优势：详细的推荐手册，免于直接报价；劣势：更新不如在线形式方便。

## 历史
礼盒消费最早兴起于欧洲，有别于传统的消费券或礼券，增加了推荐手册。中国传统上有赠送优惠券、代金券的习惯。